# Cytinaceae
Cytinaceae — родина паразитичних квіткових рослин. Він складається з двох родів Cytinus і Bdallophytum, що налічує десять видів. Ці два роди раніше входили до родини Rafflesiaceae, порядку Malpighiales. Коли вони були розділені в нову родину, спочатку його помістили в Malpighiales, але з тих пір його визнали належним до порядку Malvales.